# アロイス・ハーバ

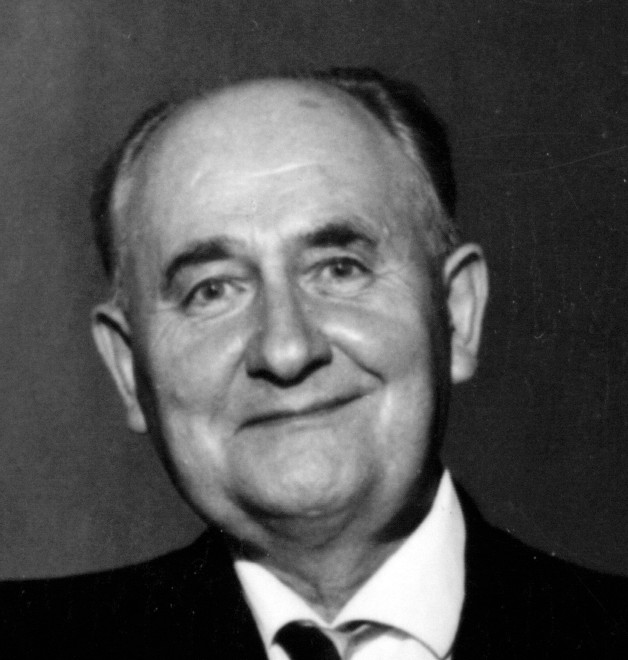
アロイス・ハーバ

アロイス・ハーバ（Alois Hába, 1893年6月21日　モラヴィア・ヴィーゾヴィッツ（ヴィゾヴィツェ） Wisowitz/Vizovice - 1973年11月18日　プラハ）は、チェコの作曲家。微分音開拓期の重要人物。
幼少から民謡や音楽家の多い環境で育ち、民俗音楽に興味を持つ。1914年から1915年にかけてプラハ音楽院でヴィーチェスラフ・ノヴァークに師事。1918年にウィーンに渡り、3年間フランツ・シュレーカーに師事した。1921年には初めて四分音を用いた弦楽四重奏曲第2番を作曲。
1923年、微分音を提唱していたフェルッチョ・ブゾーニに面会し、激励される。同年プラハに戻り、プラハ音楽院教授に就任(～51年)。1924年には4分音の学科を音楽院に開設し、世界初の四分音ピアノを製造。以後、チェコスロヴァキア音楽界の中心的存在として活躍。1931年、4分音による歌劇《母》を完成。しかし、1939年にナチス・ドイツがチェコを占領し、第二次世界大戦終結まで彼の作品の演奏は禁止される。
1945年、5月5日劇場のオペラ団監督(～49年)及びプラハ芸術アカデミー教授(～61年)に就任。1948年、チェコスロバキア共産党を中心とした政権が発足するとハーバは一転して迫害の対象となり、彼が設立した微分音学科すら廃止されてしまう。この状態はスターリンの死（1953年）により名誉回復されるまで続いた。
ブゾーニなど、ハーバ以前の試みがおおむね実験や理論に終始したのに対して、ハーバは作曲ばかりでなく理論書の執筆や微分音楽器の製作、教育など、より広い認知と受容を求めて幅広い活動を繰り広げた。一方でハーバの微分音の実践は、旋律の可能性を拡張するための手段にとどまり、しばしば親しみやすい民族的な雰囲気を醸し出すのに利用されている。その点では、調性・和声法の拡張および破壊の手段として微分音を利用した、ヴィシネグラツキーやシマノフスキとは音楽的な着想が異なっていた。